# Divisió d'honor d'escacs 2015
La Divisió d'honor d'escacs 2015 inclou els equips i resultats de la temporada 2015 de la màxima categoria de la Lliga Catalana d'Escacs que organitza la Federació Catalana d'Escacs.

## Fase prèvia
A la fase prèvia, la Divisió d'Honor estigué formada per 16 equips distribuïts en dos grups repartits segons els criteris esportius derivats de la classificació obtinguda pels equips a la temporada anterior. Cada grup de 8 equips disputà una lligueta a una sola volta. Els quatre primers classificats de cada grup es classificaren per a disputar la fase final en el grup A. Els classificats del 5 al 8 de cada grup formarien part del grup B.
| # | Equip         | 1 | 2 | 3 | 4 | 5 | 6 | 7 | 8 | Punts | Ds.  | Class. |
| - | ------------- | - | - | - | - | - | - | - | - | ----- | ---- | ------ |
| 1 | BARCELONA UGA | - | 1 | 1 | 1 | 1 | 1 | 1 | 1 | 7     | 52   | 1      |
| 2 | MONTCADA      | 0 | - | 0 | ½ | 0 | 0 | 1 | 0 | 1½    | 28.5 | 8      |
| 3 | CATALUNYA     | 0 | 1 | - | 1 | 0 | 0 | 0 | 0 | 2     | 29.5 | 7      |
| 4 | PEONA I PEO   | 0 | ½ | 0 | - | 0 | ½ | 1 | 0 | 2     | 31   | 5      |
| 5 | TRES PEONS    | 0 | 1 | 1 | 1 | - | 1 | 0 | ½ | 4½    | 34.5 | 3      |
| 6 | FIGUERES      | 0 | 1 | 1 | ½ | 0 | - | 1 | 0 | 3½    | 31   | 4      |
| 7 | FOMENT        | 0 | 0 | 1 | 0 | 1 | 0 | - | 0 | 2     | 30   | 6      |
| 8 | SANT JOSEP    | 0 | 1 | 1 | 1 | ½ | 1 | 1 | - | 5½    | 43.5 | 2      |

| # | Equip             | 1 | 2 | 3 | 4 | 5 | 6 | 7 | 8 | Punts | Ds.  | Class. |
| - | ----------------- | - | - | - | - | - | - | - | - | ----- | ---- | ------ |
| 1 | BARBERA           | - | 1 | 1 | 1 | 0 | 1 | 1 | 1 | 6     | 40   | 1      |
| 2 | MOLLET            | 0 | - | 1 | 1 | 0 | 0 | 1 | 1 | 4     | 41.5 | 5      |
| 3 | CERDANYOLA        | 0 | 0 | - | 1 | ½ | ½ | 0 | 1 | 3     | 34.5 | 6      |
| 4 | TERRASSA          | 0 | 0 | 0 | - | 0 | 0 | 0 | 1 | 1     | 27.5 | 7      |
| 5 | ESCOLA ESCACS BCN | 1 | 1 | ½ | 1 | - | 0 | 0 | 1 | 4½    | 43.5 | 3      |
| 6 | SANT ANDREU       | 0 | 1 | ½ | 1 | 1 | - | 0 | 1 | 4½    | 36.5 | 4      |
| 7 | SCC SABADELL      | 0 | 0 | 1 | 1 | 1 | 1 | - | 1 | 5     | 43   | 2      |
| 8 | SITGES            | 0 | 0 | 0 | 0 | 0 | 0 | 0 | - | 0     | 13.5 | 8      |

## Fase final
Els equips de cadascun dels grups arrossegaren els punts aconseguits a la fase prèvia. A la fase final només s'enfrontaren els equips procedents de l'altre grup. Perdran la categoria els tres darrers classificats del Grup B.

### Grup A
La classificació del Grup A determinà els llocs de l'1 al 8 de la classificació general de Divisió d'Honor.
| # | Equip             | 1 | 2 | 3 | 4 | 5 | 6 | 7 | 8 | Punts | Ds.  | Class. |
| - | ----------------- | - | - | - | - | - | - | - | - | ----- | ---- | ------ |
| 1 | BARCELONA UGA     | - | 1 | 1 | 1 | 1 | 0 | 1 | 1 | 10    | 76   | 1      |
| 2 | SANT JOSEP        | 0 | - | ½ | 1 | 0 | 0 | 1 | 1 | 7½    | 63.5 | 4      |
| 3 | TRES PEONS        | 0 | ½ | - | 1 | ½ | 0 | 0 | 0 | 5     | 50   | 7      |
| 4 | FIGUERES          | 0 | 0 | 0 | - | 0 | 0 | 0 | 1 | 4½    | 48   | 8      |
| 5 | BARBERA           | 0 | 1 | ½ | 1 | - | 1 | 0 | 1 | 8½    | 60.5 | 3      |
| 6 | SCC SABADELL      | 1 | 1 | 1 | 1 | 0 | - | 1 | 1 | 9     | 68   | 2      |
| 7 | ESCOLA ESCACS BCN | 0 | 0 | 1 | 1 | 1 | 0 | - | 0 | 6½    | 62.5 | 5      |
| 8 | SANT ANDREU       | 0 | 0 | 1 | 0 | 0 | 0 | 1 | - | 5½    | 55.5 | 6      |

El Club Escacs Barcelona-UGA revalida el títol aconseguit la temporada anterior derrotant per 8 a 2 a la darrera ronda al Club Escacs Barberà que també aspirava al títol fins al final. El Gran Mestre Daniel Alsina i la Mestre Internacional i campiona d'Espanya Olga Alexandrova formaren part de l'equip campió, així com Axel Delorme, Xavier Vila, David Pardo, Robert Alomà, Ángel Martín, Guillermo Arias i Eduard Ibáñez.
La classificació del Grup B determinà els llocs del 9 al 16 de la classificació general de Divisió d'Honor. Els classificats en els llocs 14 al 16 baixaren a la Primera Divisió a la següent temporada.
La classificació del Grup B determinà els llocs del 9 al 16 de la classificació general de Divisió d'Honor. Els classificats en els llocs 14 al 16 baixaren a la primera divisió a la següent temporada.
| # | Equip       | 1 | 2 | 3 | 4 | 5 | 6 | 7 | 8 | Punts | Ds.  | Class. |
| - | ----------- | - | - | - | - | - | - | - | - | ----- | ---- | ------ |
| 1 | PEONA I PEO | - | 1 | 0 | ½ | 1 | 1 | 1 | 1 | 6     | 54   | 2      |
| 2 | FOMENT      | 0 | - | 1 | 0 | 1 | 0 | 0 | 1 | 4     | 52   | 5      |
| 3 | CATALUNYA   | 1 | 0 | - | 1 | 0 | 0 | 1 | 1 | 4     | 49   | 6      |
| 4 | MONTCADA    | ½ | 1 | 0 | - | 1 | 0 | ½ | 1 | 4     | 53.5 | 4      |
| 5 | MOLLET      | 0 | 0 | 1 | 0 | - | 1 | 1 | 1 | 5     | 59   | 3      |
| 6 | CERDANYOLA  | 0 | 1 | 1 | 1 | 0 | - | 1 | 1 | 6     | 58.5 | 1      |
| 7 | TERRASSA    | 0 | 1 | 0 | ½ | 0 | 0 | - | 1 | 2½    | 45.5 | 7      |
| 8 | SITGES      | 0 | 0 | 0 | 0 | 0 | 0 | 0 | - | 0     | 24.5 | 8      |

Perderen la categoria el Club Escacs Sitges, Club Escacs Terrassa i Catalunya Escacs Club.